# مناطق إثيوبيا

خريطة مناطق إثيوبيا

مناطق إثيوبيا  هي التقسيم ذو المستوى الثاني في إثيوبيا بعد ولايات إثيوبيا وتقع اثيوبيا في القرن الأفريقي، وعاصمتها أديس أبابا،